# A-6 (Spanje)

De autovía A-6 of Autovía del Noroeste (Galicisch: Autovía do Noroeste)  is een Spaanse autovía en autopista die begint in Madrid en eindigt in Arteixo (A Coruña).
De autopista AP-6, met tol (van Villalba naar Adanero), heeft een lengte van 72,19 km.

## Gedeelten
| Nr. | Van              | Naar             | Lengte    | Bebording |
| --- | ---------------- | ---------------- | --------- | --------- |
| 1   | Madrid           | Collado Villalba | 41,79 km  | A-6       |
| 2   | Collado Villalba | Adanero          | 72,19 km  | AP-6      |
| 3   | Adanero          | Medina del Campo | 51,29 km  | A-6       |
| 4   | Medina del Campo | Benavente        | 107,65 km | A-6       |
| 5   | Benavente        | Astorga          | 65,57 km  | A-6       |
| 6   | Astorga          | Ponferrada       | 65,05 km  | A-6       |
| 7   | Ponferrada       | Baamonde         | 140,26 km | A-6       |
| 8   | Baamonde         | Arteixo          | 74,33 km  | A-6       |

## Belangrijke steden langs de route
- Madrid
- Collado Villalba
- Medina del Campo
- Tordesillas
- Benavente
- Astorga
- Ponferrada
- Lugo
- Betanzos
- Arteixo